# Tetracampe
Tetracampe is een geslacht van vliesvleugeligen uit de familie Tetracampidae. De wetenschappelijke naam van dit geslacht is voor het eerst geldig gepubliceerd in 1841 door Förster.

## Soorten
Het geslacht Tetracampe omvat de volgende soorten:
- Tetracampe africana (Ferrière, 1938)
- Tetracampe avia Boucek, 1988
- Tetracampe impressa Förster, 1841